# 501国道
501国道（或“国道501线”、“G501线”）是中华人民共和国国道之一，始於黑龙江省双鸭山市集贤县，終於黑龙江省鸡西市密山市当壁镇口岸，途經黑龙江省集贤、宝清、密山、当壁镇的口岸。